# Ърнест отива на лагер
„Ърнест отива на лагер“ (на английски: Ernest Goes to Camp) е американска комедия от 1987 г. на режисьора Джон Чери и с участието на Джим Варни. Това е вторият филм, който включва героя Ърнест П. Уорел и е заснет в парка „Монтгомъри Бел“. Той е също първият филм на „Ърнест“, който е разпространен от „Тъчстоун Пикчърс“. Този филм също отбелязва последната филмова поява на Айрон Айс Коуди.